# 吉本芸人100人祭り!笑って忘れて スタジオにこれ以上入りませんSP
『吉本芸人100人祭り!笑って忘れて スタジオにこれ以上入りませんSP』（よしもとげいにんひゃくにんまつり!わらってわすれて スタジオにこれいじょうはいりませんスペシャル）は、2006年から毎年12月30日もしくは12月31日に関西テレビで放送されている年末バラエティ特別番組。ロゴ・番組内では、“吉本芸人100人祭り!笑って忘れて（年号） スタジオにこれ以上入りませんSP”と表記・表示されている。ハイビジョン制作。

## 概要
毎年、吉本興業所属芸人が総勢100人のうち50人ずつが2つのチームに分かれて、ゲーム対戦を行う番組である。

## 出演者

### 総合司会
- 東野幸治
- 藤本景子（関西テレビアナウンサー）

### きよし軍司会
- 西川きよし

### 藤井軍司会
- 藤井隆

### ナレーション
- 畑中ふう

## スタッフ

### 第6回（2011年）時点
- ナレーション：北又チュン
- 構成：佐久間貴司、やまだともカズ、野口勉
- 編成：細川陽子（KTV）
- 宣伝：川上翔子（KTV）
- AP：増田夕希（KTV）
- AD：林絵理・黒崎翔太郎・吉岡治郎・藤原真利香・三方祐人（KTV）、堀景輔（Walk On）
- ディレクター：梅田一路・加藤麻衣・脇田直樹・泉雄介・和泉亮（KTV）
- 演出：東野和全（KTV）
- プロデューサー：小川悦司（KTV）、植田孝志（よしもとクリエイティブ・エージェンシー）
- ロケ協力：Walk On、トラッシュ、チョコフィルム
- 技術協力：ウエストワン、大阪共立、イングス、テレコープ、関西東通
- 制作著作：関西テレビ、吉本興業

### 過去のスタッフ
- プロデューサー：水戸徹（KTV、2008年,2009年）、阪口知里・坂詰徹・白仁田佳恵・高山雄次郎（よしもとクリエイティブ・エージェンシー、2007年）、今瀧陽介（BACK-UP、2007年）
- 演出：杉浦史明（KTV、2009年）
- ディレクター：生垣晃・高原礼子・池田和彦・米田孝・山下有為・萩原崇・佐藤貴亮・高橋諒太・赤堀弘樹・小口馨・笹岡裕（KTV）、松本洋子、南脇亮太、田川裕也、杉野恭史
- ディレクター（2007年） → 編成（2008年,2009年）：北辻陽子（KTV）
- 構成：長谷川朝二（2007年）
- クイズ問題作成：（2007年）矢野了平、米井敬人
- 編成：小寺健太・乾正志（KTV）
- 宣伝：和田由美（KTV、2009年）
- 協力：国際警備保障（2007年）
- 技術協力：東通（2007年）、D-mind（2009年）
- 制作協力：BACK-UP MEDIA（2007年）

## 放送日と番組タイトル

### 放送日
- 第1回：2006年12月31日（日曜日） 14:00 - 17:25
- 第2回：2007年12月30日（日曜日） 15:00 - 18:00
- 第3回：2008年12月30日（火曜日） 15:00 - 18:00
- 第4回：2009年12月30日（水曜日） 14:00 - 16:30
- 第5回：2010年12月30日（木曜日） 14:30 - 16:00
- 第6回：2011年12月30日（金曜日） 15:45 - 17:45

### 番組タイトル
- 2006年：吉本芸人100人祭り！笑って忘れて2006スタジオにこれ以上入りませんSP
- 2007年：吉本芸人100人祭り！笑って忘れて2007スタジオにこれ以上入りませんSP
- 2008年：吉本芸人100人祭り！笑って忘れて2008スタジオにこれ以上入りませんSP
- 2009年：笑って暴れて年忘れ 吉本SP2009
- 2010年：年忘れ！よしもと紅白お笑いクイズ祭り2010
- 2011年：年忘れ！よしもと紅白お笑いクイズ祭り2011

## 放送局
- 関西テレビ（大阪府・近畿広域圏） - 製作局
- 石川テレビ（石川県） - 2008年には同時ネット
- 福井テレビ（福井県） - 2007年には放送したが、2008年には未放送
- 三重テレビ（三重県）
- 山陰中央テレビジョン放送（鳥取県・島根県） - 2008年には同時ネット
- テレビ新広島（広島県） - 2008年には同時ネット
- 高知さんさんテレビ（高知県） - 2008年には同時ネット